# Frankfurter Turnverein 1860
Der Frankfurter Turnverein 1860 (Kurzform FTV1860) ist ein Turn- und Sportverein im Ostend in Frankfurt am Main. Er hat aktuell ca. 1900 Mitglieder in rund 20 Abteilungen, von denen fast die Hälfte jugendliche Mitglieder sind. Die Position des Vorsitzenden ist nach dem Rücktritt von Bodo Pfaff-Greifenhagen aktuell vakant.

## Geschichte
Der Frankfurter Turnverein 1860 wurde 1833 von August Ravenstein als „Turngemeinde“ in Frankfurt am Main gegründet. Gegründet der Zeit des Vormärz wurde die „Turngemeinde“ schon bald Opfer politischer Entscheidungen und wurde, nachdem bereits 1847 die Durchführung eines Turnfestes verboten worden war, im Januar 1848 polizeilich aufgelöst. Dennoch konnte zuvor die erste Turnhalle Frankfurts in der Seilerstraße eröffnet werden. Nach einer Neukonstitution der „Turngemeinde“ im April selbigen Jahres erfolgte schnell eine Abspaltung eines politisch weniger radikalen Teils, der sich „Turngesellschaft“ nannte. Nachdem die Frankfurter Nationalversammlung 1850 gescheitert war, kam es zu einer temporären Wiedervereinigung der beiden Splittergruppen, die jedoch bereits 1852 erneut aufgelöst wurde.
Aufgrund des guten Kontakts der ehemaligen Mitglieder der „Turngemeinde“ – trotz Auflösung wurde in der Turnhalle, wenn auch unter polizeilicher Aufsicht, weitergeturnt – kam es am 23. April 1860 zu einer Hauptversammlung, auf der der heute noch bestehende „Frankfurter Turnverein 1860“ offiziell gegründet wurde. Nach der Gründung zählte der Verein ca. 400 Mitglieder. 1867 wurde in Kooperation mit anderen Sportvereinen in Frankfurt eine gemeinsame Turnhalle an der Ostendstraße eröffnet. Aufgrund von gelegentlichem Hochwasser und ab und zu Beschlagnahmungen der Halle durch das Militär beschloss der FTV eine neue Turnhalle zu errichten. Diese wurde am heutigen Standort im Jahr 1878 eingeweiht.
Am 3. Februar wurde dem Frankfurter Turnverein 1860 von Kaiser und König die Korporationsrechte verliehen. Diese stellen auch heute noch den Grundsatz seiner Rechtsfähigkeit da, sodass der FTV kein eingetragener Verein (e.V.), sondern ein altrechtlicher Verein ist.
In der folgenden Zeit expandierte der Verein deutlich. Es kam neben der sportlichen Abteilung auch zur Gründung eines Chors und eines Lesezirkels. 1879 wurde mit der Fechtabteilung die älteste, heute noch bestehende Abteilung gegründet. Es erfolgte die Pachtung einer 30.000 Quadratmeter großen Fläche in Frankfurt-Niederrad, der Sandhöfer Wiesen, auf welcher nationale und internationale Sportwettkämpfe ausgetragen wurden.
Im Ersten Weltkrieg verlor der Verein einen Großteil seiner Mitglieder, allerdings erreichte er nach dem Krieg schnell mit 3000 Mitgliedern seine historisch größte Mitgliederzahl.
In der Zeit des Nationalsozialismus schrumpfte der Verein deutlich auf nur noch unter 850 Mitglieder. Durch die Gleichschaltung wurden viele Mitglieder jüdischen Glaubens vertrieben. Der Verein musste seine Sportstätte in Niederrad an die Adlerwerke Frankfurt verkaufen. Während des Zweiten Weltkriegs wurde die Turnhalle ausgebombt und machte dadurch eine Fortsetzung des Vereinslebens unmöglich.
Als die Alliierten 1946 Sportvereine wieder zuließen, fanden sich 70 Mitglieder um Albert Bank zu einer Wiederaufnahme des Vereinsbetriebs zusammen. 1954 fand die Einweihung des Wiederaufbaus der alten Turnhalle statt.
Für die vorbildliche Integration ausländischer Jugendlicher wurde der FTV 2003 mit dem Georg von Opel-Preis in der Kategorie „Jugendpreis“ ausgezeichnet.
Im Jahr 2017 stellte der FTV sein seit 20 Jahren bestehendes Nachtsport-Angebot ein. Dies erfolgte aufgrund zunehmend rückläufigen Interesses. Er ist als Einsatzstelle mit einem Platz für ein Freiwilliges Soziales Jahr (FSJ) bei der Sportjugend Hessen zugelassen.
Im Sommer 2018 wurde die große Sporthalle des Vereins (August-Ravenstein-Halle) renoviert. Vorausgegangen waren im Vorjahr Renovierungen der dritten Etage des Ravenstein-Zentrums. Insgesamt hatten die Investitionen ein Volumen von 240 000 Euro. Im Jahr 2019 soll eine Vergrößerung der Fechthalle folgen. Das Land Hessen beteiligte sich mit 50 000 Euro an den Renovierungsarbeiten.
Der FTV veranstaltet regelmäßig Sport- und Spielfeste für Familien. Diese stehen immer unter einem bestimmten Motto. Der FTV setzt sich auch für die Inklusion körperlich und geistig behinderter Menschen ein und hat dafür verschiedene Angebote. Es besteht eine Kooperation mit dem Deutschen Olympischen Sportbund.

## Abteilungen
Der Frankfurter Turnverein gliedert sein Angebot in 9 Unterkategorien:
- „Fun for Kids“
  - Schulsport in Kooperation mit umliegenden Grundschulen[14][15]
  - Freies Sportangebot am Nachmittag[16]
- Fitness und Gesundheit
  - Gymwelt
  - Kondition und Fitness
  - QI-Tanz und QI-Gong
  - Prävention und Gesundheit
  - Wandern
- Kampfsport
  - Aikido
  - Capoeira
  - Fechten
  - Judo[17]
  - Karate[18]
  - Kickboxen
- Mannschaftssport
  - Baseball / Softball
- Rückschlagspiele
  - Tennis
  - Badminton
  - Tischtennis
- Tanzen und Kultur
  - Flamenco
  - Hip-Hop
  - Meditative Frauentänze
  - Jazz
  - Lindy Hop
  - Salsa
  - Seniorentanz
  - Tango-Argentino
- Kegeln
- Schach
- Zen-Meditation